# Église de Mazargues
L'église de Mazargues est une église paroissiale consacrée à Saint Roch, située place Saint-Roch à Mazargues dans le 9e arrondissement de Marseille.

## Historique
Une première chapelle aurait été fondée dans ce quartier par les seigneurs de Mazargues pour conjurer la peste de 1387 qui dura trois ans ; elle se trouva naturellement dédiée à saint Roch, patron des pestiférés.
Au cours de l'année 1616, l'église de Mazargues qui était une succursale de Saint-Martin, église aujourd'hui disparue à la suite du percement de la rue Colbert à Marseille, est donnée par Marguerite de Pontévés aux Trinitaires. Ces religieux furent remplacés en 1644 par les pères Carmes qui célébrèrent le culte jusqu'à la Révolution française.
L'église est rouverte en 1803 et l'archevêque d'Aix, Jérôme Champion de Cicé, faisant fonction d'évêque de Marseille érige l'église de Mazargues en paroisse le 18 juin 1803. Le curé Carbonel qui resta à la tête de la paroisse de 1836 à 1864, devant une forte augmentation de la population, s'adresse pour la construction d'une nouvelle église à Pascal Coste, architecte le plus en vue à l'époque à Marseille. Le projet est remanié par son collaborateur Auguste Martin. Les travaux sont terminés en 1851 et le monument est consacré par l'évêque Eugène de Mazenod qui décide que la nouvelle église prendra le vocable de Notre Dame du Mont Carmel et sera placée sous le patronage de saint Roch.
La paroisse est confiée à la Communauté du Chemin Neuf en septembre 1998.

## Architecture
L'église comporte une nef centrale avec deux bas-côtés de part et d'autre délimités par une série de piliers. Le portail central est couronné par un arc en plein cintre reposant sur deux piliers.

### Intérieur
Le chœur est décoré par une sculpture contemporaine d'André Gence. Dans la seconde travée du collatéral droit un artiste anonyme a réalisé une fresque représentant la mort de saint Joseph qui est soutenu par le Christ et la Vierge tandis qu'une nuée d'anges montre le chemin du paradis. Dans ce même collatéral se trouvent trois statues, une de saint Antoine de Padoue, une de sainte Thérèse de Lisieux et une de saint Roch représenté de façon traditionnelle avec un bubon pesteux sur la cuisse, vêtu du costume de pèlerin avec une coquille de saint jacques brodée sur son manteau, tenant le bâton du pèlerin et accompagné d'un chien. L'abside de ce bas côté droit est percée d'une niche abritant une statue de la Vierge.
Le bas côté gauche abrite une œuvre majeure du peintre Michel Serre (1658-1733) représentant l'apothéose de saint Roch. Ce tableau a été restauré de 2004 à 2008 par le Centre Interrégional de Conservation et de Restauration du Patrimoine.

### Décoration de l'église

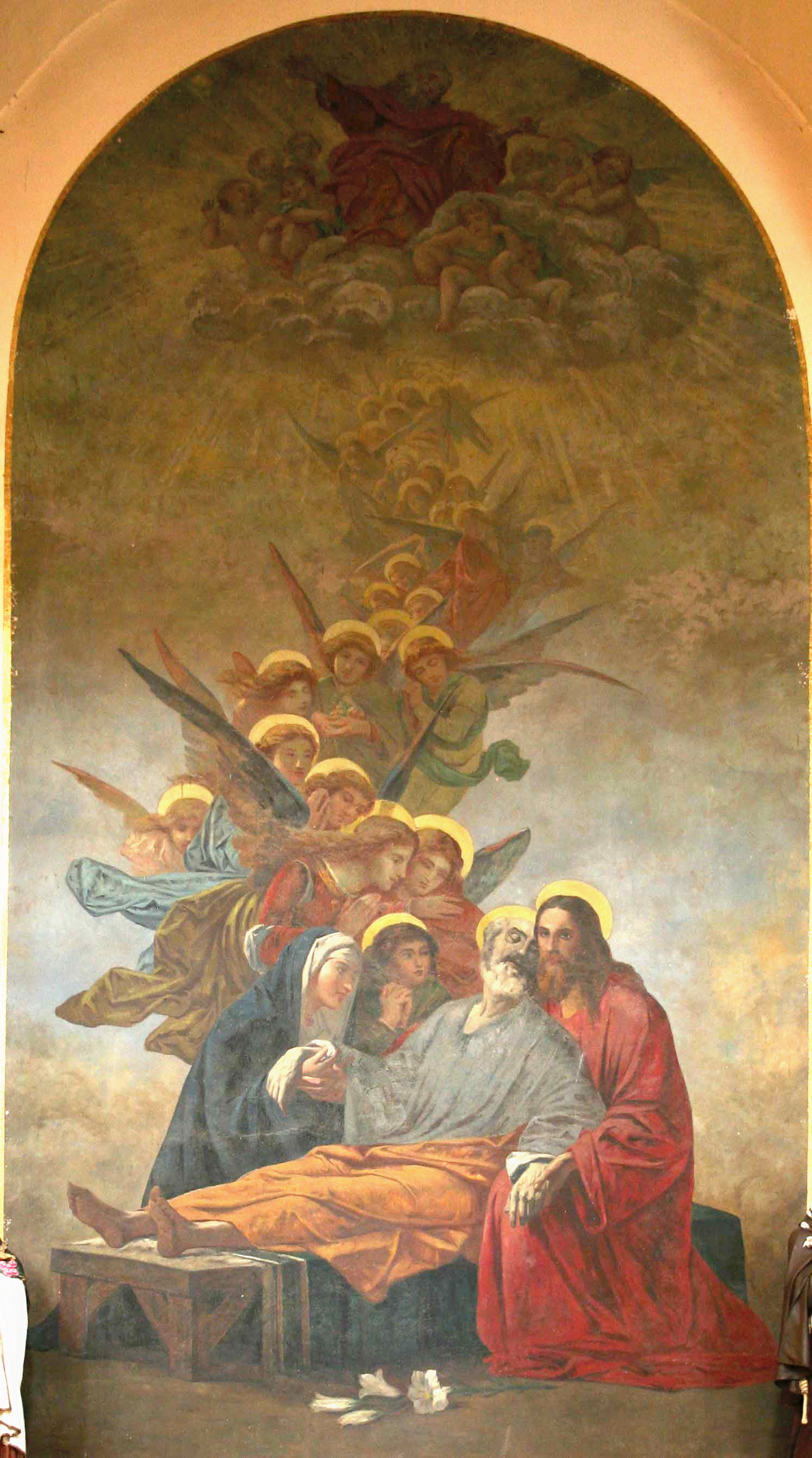
Agonie de saint Joseph
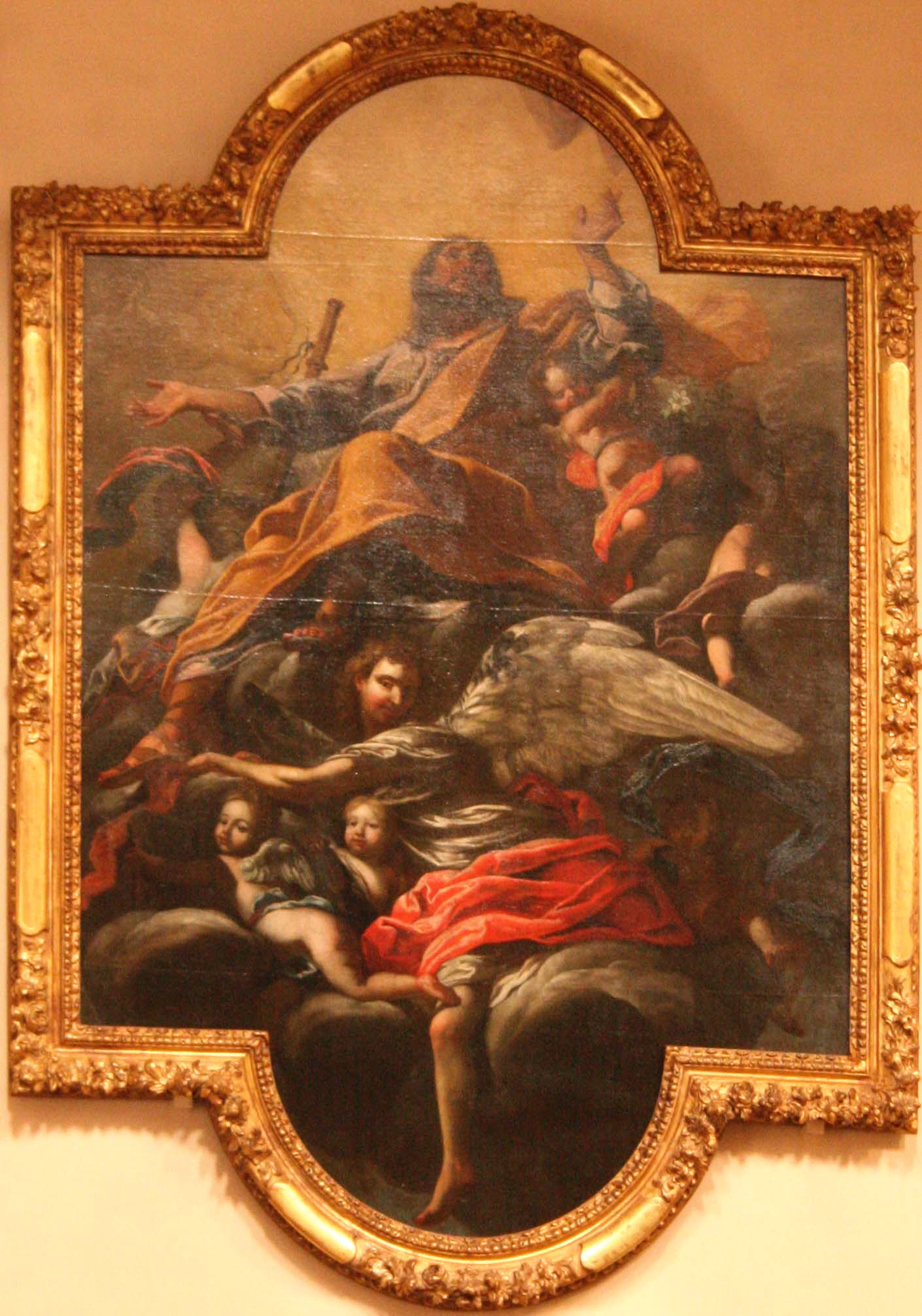
Apothéose de saint Roch (Michel Serre)
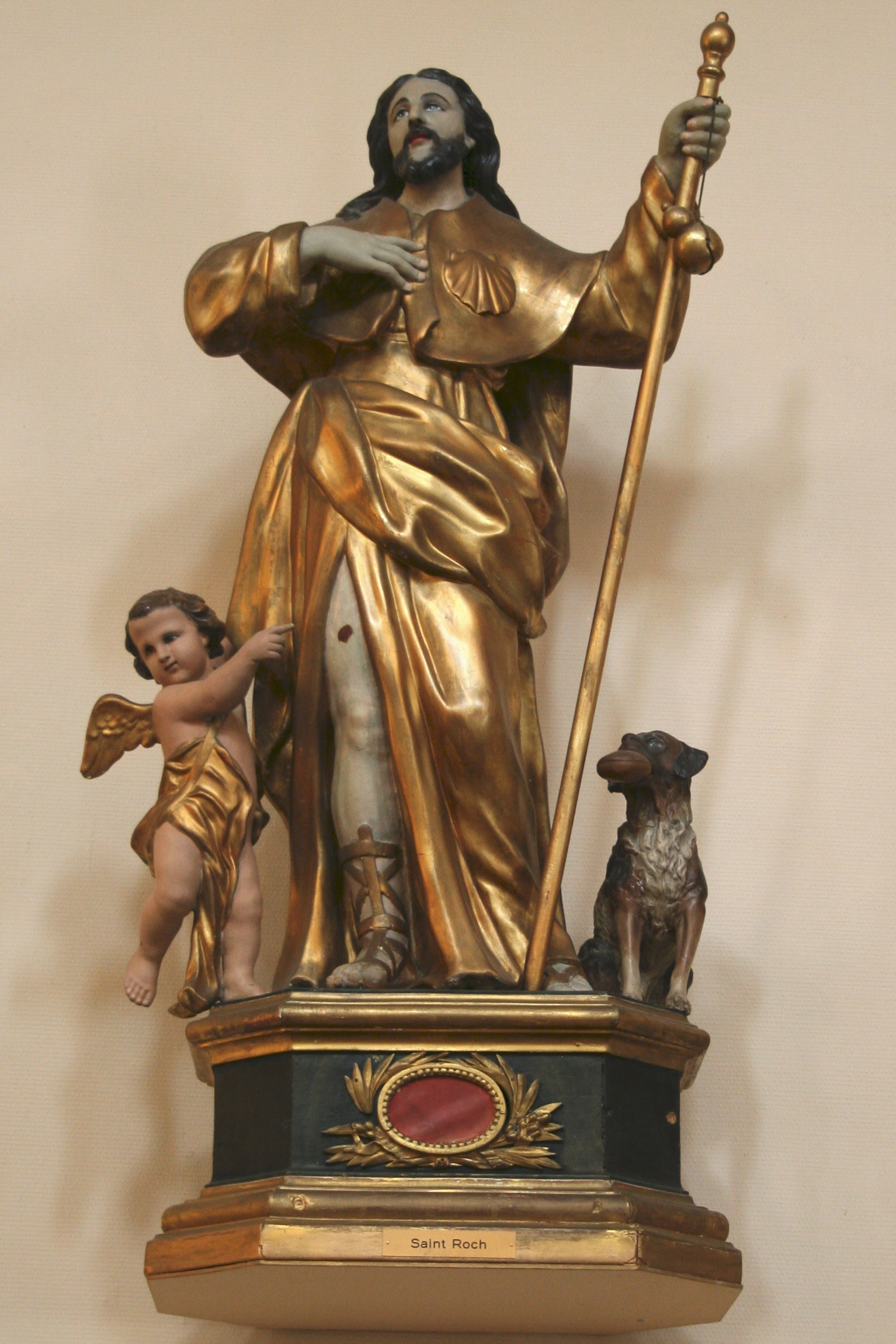
Statue de saint Roch

### Quartier de Mazargues
Thierry Garcia, « Quartier de Mazargues », sur titidegun.fr, http://www.titidegun.fr/, ? (consulté le 1er octobre 2012)
1. ↑  Page 6.
2. ↑  Page 4.

### Autres
1. ↑  Ganay 1947, p. 111-115.
2. ↑  Ganay 1947, p. 123-124.
3. ↑  « La Communauté du Chemin Neuf depuis vingt ans à Mazargues », Paroisse de Mazargues (consulté le 10 décembre 2018).
4. ↑   Odile Guillon, Émilie Hubert et Yves Inchierman, « La restauration de l'Apothéose de saint Roch, une œuvre de Michel Serre », sur cicrp.fr, Centre Interrégional de Conservation et Restauration du patrimoine (version du 14 janvier 2012 sur Internet Archive).